# SG Düsseldorf/Ratingen
Die SG Düsseldorf/Ratingen war eine Volleyball-Spielgemeinschaft von ART Düsseldorf und CVJM Ratingen, deren Männermannschaft 2012/13 in der Dritten Liga West spielte. Mit dem erneuten Aufstieg in die Dritte Liga West (2017/2018) wurde die Volleyballabteilung des CVJM Ratingen aufgelöst und die Herren I spielt in der Saison 2018/2019 beim ART Düsseldorf.

## Team
Der Drittliga-Kader der Saison 2012/13 besteht aus 15 Spielern. Cheftrainer ist Daniel Reitemeyer.

## Spielstätte
Die SG Düsseldorf/Ratingen trägt ihre Heimspiele in der Halle am Europaring in Ratingen aus.